# James Dillon (Politiker)
James Mathew Dillon (irisch Séamus Maitiú Diolún; * 26. September 1902 in Dublin; † 10. Februar 1986 in Ballaghaderreen, County Roscommon) war ein irischer Politiker der Fine Gael und mehrfach Minister.

## Biografie
Dillon entstammte einer irischen Politikerfamilie, die sich um die Unabhängigkeit Irlands Verdienste erworben hatte. Sein Großvater John Blake Dillon gehörte in den 1840er Jahren der Bewegung „Junges Irland“ an. Sein Vater John Dillon war von 1880 bis 1883 und dann erneut 1885 bis 1918 Mitglied des britischen Unterhauses (House of Commons). Eines seiner Geschwister war der Keltologe Myles Dillon.
Dillon selbst begann seine politische Laufbahn 1932, als er als Mitglied der National Centre Party erstmals zum Abgeordneten des Unterhauses (Dáil Éireann) gewählt wurde, wo er zunächst bis 1937 das County Donegal vertrat. Im September 1933 verschmolz die National Centre Party zusammen mit der Cumann na nGaedheal und der Army Comrades Association zu Fine Gael. Bereits 1933 wurde er zusammen mit William Thomas Cosgrave Stellvertreter von Eoin O’Duffy, dem Vorsitzenden der Fine Gael, und damit einer der wichtigsten Oppositionspolitiker gegen die von Éamon de Valera geführten Fianna Fáil.
Bei den Unterhauswahlen von 1937 wurde er dann zum Abgeordneten für das County Monaghan gewählt und vertrat dieses bis 1969. 1942 trat er allerdings aus Protest gegen die von der Fine Gael unterstützte Neutralitätspolitik de Valeras während des Zweiten Weltkriegs aus der Fine Gael aus.
Gleichwohl wurde er als Unabhängiger von Premierminister (Taoiseach) John A. Costello in dessen Regierung im Februar 1948 zum Landwirtschaftsminister berufen. Dieses Amt hatte er bis zum Ende von Costellos Amtszeit am 13. Juni 1951 inne. 1951 trat er auch der Fine Gael wieder bei und gehörte der zweiten Regierung von Costello von Juni 1954 bis März 1957 wiederum als Landwirtschaftsminister an.
Als 1959 sowohl der Vorsitzende der Fine Gael, Richard Mulcahy, als auch Costello als deren Führer im Unterhaus zurücktraten, wurde Dillon Nachfolger in beiden Positionen und vereinigte diese Funktionen erstmals seit 1944. Als Parteivorsitzender gelang es ihm insbesondere das Ergebnis seiner Partei bei den Wahlen 1961 zu verbessern, in dem die Fine Gael das Vorhaben der Fianna Fáil zur obligatorischen Einführung der irischen Sprache an Schulen und bei Prüfungen zum öffentlichen Dienst ablehnte.
Obwohl die Fine Gael bei den Wahlen 1965 ihr Ergebnis von 47 Mandaten aus dem Jahr 1961 halten konnte, trat Dillon als Vorsitzender der Fine Gael zurück, nachdem die Fianna Fáil-Regierung unter Premierminister Seán Lemass eine absolute Mehrheit von genau 50,0 Prozent erzielte. Nachfolger als Parteivorsitzender wurde William Cosgraves Sohn Liam Cosgrave.
1966 verzichtete Dillon auf die Nominierung zum Kandidaten seiner Partei bei den Präsidentschaftswahlen zu Gunsten des früheren Gesundheitsminister Thomas F. O’Higgins, der gegen Präsident de Valera mit einem Stimmenunterschied von 1 Prozent nur äußerst knapp verlor.